# Hruszkiwci (obwód winnicki)
Hruszkiwci (ukr. Грушківці) – wieś na Ukrainie, w obwodzie winnickim, w rejonie chmielnickim, w hromadzie Janów. W 2001 liczyła 556 mieszkańców, spośród których 545 wskazało jako ojczysty język ukraiński, 8 rosyjski, 2 białoruski, a 1 inny